# Gošnik
Gošnik je priimek v Sloveniji, ki ga je po podatkih Statističnega urada Republike Slovenije na dan 1. januarja 2010 uporabljalo 90   oseb in je med vsemi priimki po pogostosti uporabe uvrščen na 4.784. mesto.

## Znani nosilci priimka
- Ančka Gošnik Godec (1927–2025), ilustratorka
- Dušan Gošnik, strokovnjak za menedžment
- Polde Gošnik, v Afriki zajet nemški vojak, kot angleški voj. ujetnik voditelj slov. in nem. programa na radiu
- Simon Gošnik (*1985), filmski snemalec
- Tone Gošnik (1921–2014), novinar, urednik
- Vane Gošnik (*1953), politik, naravovarstvenik
- Miro Gošnik, gospodarstvenik, funkcionar, politik